# Caterina Gilli
Caterina Gilli (Ferrara, 10 febbraio 2002) è una cestista italiana.

## Carriera

### Nazionale
Nel 2022 ha vinto, con l'Italia under 20, la medaglia di bronzo all'Europeo di categoria.